# Opfer der NS-Militärjustiz
Opfer der NS-Militärjustiz sind Personen, die von der nationalsozialistischen Militärgerichtsbarkeit einschließlich Feldgerichten und Ersatzgerichten in der Zeit des Nationalsozialismus verurteilt wurden.
Die Urteile gegen bestimmte Opfergruppen wurden erst sehr spät aufgehoben, die Wiedergutmachung stellte einen langwierigen Prozess dar.
Folgende Tatbestände wurden von der Militärjustiz gegen Soldaten und Personen im Militärdienst angewandt:
- Kriegsdienstverweigerung
- Desertion/Fahnenflucht
- Unerlaubte Entfernung
- politische Delikte
- Selbstverstümmelung
- Widersetzlichkeitsdelikte
- wehrkraftzersetzende Äußerungen
- Eigentumsdelikte
- Fälschungsdelikte
- Gewaltdelikte
- bedingt: Hochverrat und Landesverrat

Diese Delikte traten fast immer in Kombination auf. So ging zum Beispiel Desertion meist mit Diebstahl (der Waffe und der Uniform) einher. Diese Kategorisierung hatte zum Ziel, einer Vermengung der Tatbestände und dadurch undifferenzierten Betrachtung der Tatbestände (vor allem Desertion), entgegenzuwirken.

## NS-Militärjustiz

### Verurteilungen
Die NS-Militärjustiz verurteilte etwa 1,5 Millionen der circa 20 Millionen Soldaten der Wehrmacht in ihren insgesamt etwa 1.300 Gerichten. Sie verurteilte rund 30.000 Soldaten zum Tode; vollstreckt wurden etwa 23.000 Todesurteile. Im Vergleich zu 30.000 Todesurteilen der Wehrmachtjustiz sprach im Ersten Weltkrieg die deutsche Militärjustiz gegen deutsche Soldaten gerade 150 Todesurteile, von denen 48 vollstreckt wurden. Der Vergleich wird noch drastischer, wenn man die Zahl der Todesurteile der westlichen Alliierten im Zweiten Weltkrieg heranzieht: die amerikanischen Streitkräfte exekutierten genau einen Soldaten, die französischen 102, die britischen 40. Nur die sowjetischen Militärtribunale übertrafen die Wehrmachtrichter noch; sie verhängten 157.000 Todesurteile zwischen 1941 und 1944 gegen Angehörige der Roten Armee.

### Strafen und Verfahren
Bei Nichtanwendung des Todesurteils waren Bewährungskompanien und Strafarbeitslager als Strafen vorgesehen – erstere konnten einem Todesurteil nahekommen (schlechte Verpflegung, Minenentschärfung, unbewaffnet an der Front). Es sei hier auf die schwierige Datenlage hingewiesen: Ab 1944 führte die Wehrmacht keine Statistiken mehr. Die Mehrzahl der Unterlagen soll bei Bombenangriffen verloren gegangen sein. Die vor 1990 kolportierte Zahl von rund 100.000 Fahnenflüchtigen wird von aktuellen Forschungsprojekten angezweifelt.
Die Verfahren der NS-Militärjustiz erfüllten anfangs noch formal rechtsstaatliche Anforderungen: Recht auf Verteidiger, Beweisantragsrecht (Entlastungszeugen), Überprüfung des Urteils, Gnadenantragsrecht, Möglichkeit des Wiederaufnahmeverfahrens usw. Zur entschädigungswürdigen Unrechtsjustiz wird die NS-Militärjustiz dann, wenn reines NS-Unrecht die Verfahrensgrundlage war, beispielsweise Wehrkraftzersetzung. Grundlage der Wehrmachtjustiz war das Militärstrafgesetzbuch für das Deutsche Reich (MStGB) von 1926, welches 1935 und 1940 verschärfende Änderungen erfuhr und 1939 durch die Kriegssonderstrafrechtsverordnung (KSSVO) ergänzt wurde. Diese setzte etwa das Analogieverbot außer Kraft, weitete die Tatbestände aus, schuf die Möglichkeit, das Verfahren abzukürzen, und erweiterte das Strafausmaß erheblich. Rechtsmittel waren nunmehr in den Verfahren nicht vorgesehen, einen Verteidiger erhielten Soldaten nur dann, wenn das anhängige Strafdelikt mit der Todesstrafe bedroht war. Damit waren alle „eventuell noch vorhandene Reste eines rechtsstaatlichen Prinzips aus dem Wehrmachtstrafrecht (eliminiert)“.
Die in allen Armeen strafbare Fahnenflucht lässt sich während und nach dem NS-Staat rechtfertigen, da die Eroberungsfeldzüge der Wehrmacht ein verbrecherischer Angriffskrieg waren (vgl. die Problematik des rechtswidrigen Befehls). Grundsätzlich lässt sich aber sagen, dass sich die Meinung vieler Juristen und Politiker nach dem Ersten Weltkrieg, wonach der inkonsequente Umgang mit Deserteuren im Ersten Weltkrieg zur Niederlage der Deutschen geführt habe, in der harten Urteilspraxis der NS-Militärrichter niederschlug.
Beispiele für die rechtliche Problematik:
1) Wehrmachtsoldat A soll sich in Russland an der Erschießung von Zivilpersonen oder Kriegsgefangenen („Kommissarbefehl“) beteiligen (Kriegsverbrechen); er begeht deswegen Fahnenflucht; B und C von der Militärpolizei wollen ihn festnehmen (d. h. ihm droht die Todesstrafe); A erschießt B und C. Ergebnis: A hat sich nicht strafbar gemacht, wegen der Fahnenflucht ohnehin nicht, aber auch nicht wegen der Erschießung der beiden Feldjäger. Denn: Der Befehl war rechtswidrig, folglich die Fahnenflucht rechtmäßig, der Festnahmeversuch durch B und C wiederum rechtswidrig, die Erschießung von B und C durch A daher aus Notwehr verhältnismäßig (vgl. Fall bei Radbruch, 1947).
2) Aber: Soldat D erschießt, ohne anerkennenswerten Rechtfertigungsgrund, 1945 den Vorgesetzten E, um Fahnenflucht begehen zu können. Ergebnis: Strafbarer Totschlag (vgl. LG Köln 1953: 10 Jahre Gefängnis wegen Totschlags).

## Entschädigung

### Deutschland
Eine Entschädigung für Verurteilungen wegen Kriegsdienstverweigerung, Fahnenflucht oder Wehrkraftzersetzung lehnte der IV. Zivilsenat des Bundesgerichtshofs unter Vorsitz von Walther Ascher im Jahr 1961 ab, weil diese Urteile im Allgemeinen nicht gegen rechtsstaatliche Grundsätze verstoßen hätten und solche Handlungen auch in Ländern mit rechtsstaatlicher Verfassung, z. B. in den westeuropäischen Staaten, während des Krieges mit Strafe bedroht waren. Der Kläger sei deshalb nicht aus Gründen politischer Gegnerschaft gegen den Nationalsozialismus verfolgt worden und habe keine Ansprüche nach dem Bundesentschädigungsgesetz (BEG).
Dem widersprach das Bundessozialgerichts im Urteil vom 11. September 1991. Die Todesurteile der Militärstrafjustiz während des Zweiten Weltkriegs schlössen die Hinterbliebenen der von ihnen betroffenen Soldaten nicht von den Leistungen nach dem Bundesversorgungsgesetz (BVG) aus, weil angesichts der Gesamtumstände die Rechtswidrigkeit der Urteile zu vermuten sei.
In einer Entschließung vom 15. Mai 1997 erklärte der Deutsche Bundestag mit Stimmenmehrheit von SPD/Grüne  die Urteile der NS-Militärjustiz für Unrecht. Die Opfer der Wehrmachtsjustiz bzw. ihren Angehörigen erhielten nach dem Erlass des Bundesministeriums der Finanzen zur abschließenden Regelung der Rehabilitierung und Entschädigung von während des Zweiten Weltkrieges aufgrund der Tatbestände Wehrkraftzersetzung, Kriegsdienstverweigerung und Fahnenflucht Verurteilten vom 17. Dezember 1997 eine pauschale einmalige Entschädigung in Höhe von 7 500 DM. „Verurteilende strafgerichtliche Entscheidungen, die unter Verstoß gegen elementare Gedanken der Gerechtigkeit nach dem 30. Januar 1933 zur Durchsetzung oder Aufrechterhaltung des nationalsozialistischen Unrechtsregimes aus politischen, militärischen, rassischen, religiösen oder weltanschaulichen Gründen ergangen sind,“ wurden mit dem Gesetz zur Aufhebung nationalsozialistischer Unrechtsurteile in der Strafrechtspflege von 1998 aufgehoben. Dazu zählten auch Entscheidungen nach dem Militärstrafgesetzbuch.
Entschädigungsanträge konnten bis zum 31. Dezember 1999 gestellt werden. Das Gesetz sah eine Einzelfallprüfung vor, welche vor allem von Vertretern der CDU/CSU und der FDP geforderten Rücksichtnahme auf das Ansehen der Bundeswehr zurückzuführen ist. Diese Einzelfallprüfung wurde etwa von der Bundesvereinigung Opfer der NS-Militärjustiz e. V. kritisiert.
Über 500 Fälle wurden positiv entschieden.
Keine Entschädigungsansprüche waren z. B. bei den beiden vieldiskutierten Filbinger-Todesurteilen kurz vor Kriegsende gegeben: Erschießung des Vorgesetzten und Fahnenflucht bzw. Fahnenflucht und Meuterei. D. h. Verurteilungen wegen Fahnenflucht an sich wurden als Widerstand gegen und Entziehung vom NS-Staat gewertet und waren zu entschädigen, ebenso wegen reinen NS-Tatbeständen (z. B. „Wehrkraftzersetzung“, also Äußerungen wie etwa „Hitler ist verrückt und der Krieg ist verloren“).
Am 17. Mai 2002 kam es zur pauschalen Rehabilitierung von ausgeklammerten Personengruppen (Homosexuelle, Deserteure und andere bis dato nicht rehabilitierten Opfergruppen). Noch immer ausgeschlossen sind die im Reichsstrafgesetzbuch geregelten Tatbestände  Landesverrat und Hochverrat, auch wenn sie in Kombination, etwa mit der (unausweichlichen) Desertion begangen wurden. Ein Soldat, der desertierte und sich den Alliierten anschloss, wurde in Deutschland nicht rehabilitiert. Die PDS bringt seit 2002 kontinuierlich Anträge zur Aufnahme dieses Tatbestands in die Rehabilitierungsgesetze ein.
- Siehe auch: Denkzeichen zur Erinnerung an die Ermordeten der NS-Militärjustiz am Murellenberg

#### Kritik am Umgang in Deutschland
- Die NS-Wehrmachtjustiz – und die etwaige Entschädigung ihrer Opfer – wurde jahrzehntelang in der deutschen Wiedergutmachungspolitik nicht berücksichtigt. In der Bundesrepublik begann das öffentliche Interesse erst, als 1978 der baden-württembergische Ministerpräsident Hans Filbinger – von 1943 bis Kriegsende Marinerichter und an vier Todesurteilen beteiligt – zurücktrat. Außerdem spielten Anfang 1980 diverse Initiativen zur Errichtung von Denkmälern für NS-Deserteure (vor dem Hintergrund der Antikriegsbewegung) eine wichtige Rolle.[22][23][24]
- Das eigentlich Beschämende an der Entschädigung der Opfer der NS-Militärjustiz ist die Tatsache, dass dies so spät geschah (ab Mai 1997) und – so das Bundesministerium der Finanzen – nur bis 31. Dezember 1999 möglich war. In diesem Zusammenhang nicht nachvollziehbar sind die demgegenüber hohen Pensionen der Täter der NS-Militärjustiz in den 1950er und 1960er Jahren (z. B. Schlegelberger, Freisler-Witwe).
- Die Entschädigungszahlungen waren an eine Einzelfallprüfung gebunden. Die Motivation nach einem halben Jahrhundert beweisen zu können, stellt sich als unmöglich dar, zumal Gerichtsakten zumeist fehlen oder durch die falsche Zeugenaussage vor dem NS-Militärgericht nicht heranzuziehen sind.
- Die Urteile/Gesetzgebung machen einen Unterschied zwischen Akten der Desertion, die als hehre, politische Widerstandsaktion gewertet werden, und solchen, die zuvor und später auch strafbar waren („Was damals Recht war, kann heute nicht Unrecht sein!“). Diese Auslegung fixiert sich auf die Formulierung des Straftatbestands und blendet die Umstände und (Nicht-)Verfahren aus, mit denen eine Desertion 1933 bis 1945 geahndet wurde; nämlich nach Hitlers pragmatischer Ansage in Mein Kampf: „Der Soldat kann sterben, der Deserteur muss sterben“ – woran allerdings kein Jurist zwingend gebunden war. Die NS-Militärjustiz als solche wird als Unrechtsjustiz angesehen.

### Österreich
Nach dem Krieg wurden in Österreich bestimmte Opfergruppen anerkannt. Diese bildeten Opferverbände, die gesetzlich Mitbestimmungsrechte erlangten.
In der Tradition des reinen Rechtspositivismus entstand 1945 das „Aufhebungs- und Einstellungsgesetz“, welches alle NS-Urteile gegen Österreicher aufhob. Diese allgemeine Amnestie wurde aber dadurch eingeschränkt, dass Urteile im Militärbereich nur dann aufgehoben wurden, wenn der Tatbestand „gegen die nationalsozialistische Herrschaft oder auf die Wiederherstellung eines unabhängigen Staates Österreich gerichtet war“. Da die Erbringung eines solchen Nachweises für oben aufgeführte Tatbestände bis auf Einzelfälle unmöglich ist, blieben die Urteile dieser Gruppe aufrecht. Als Konsequenz hatten sie gewisse versorgungsrechtliche Nachteile, vor allem weil die Haftzeiten nicht für die Pensionsberechnung anrechenbar waren.
Im Jahr 2005 wurden alle Urteile durch das Anerkennungsgesetz aufgehoben und Deserteuren oder deren Nachkommen eine einmalige Unterstützung eingeräumt. Diese umfasst eine aufwändige Einzelfallprüfung. Im Oktober 2009 einigten sich die politischen Parteien in Österreich mit Ausnahme der rechtspopulistischen Parteien FPÖ und BZÖ auf eine Rehabilitierung von NS-Justizopfern.

#### Kritik am Umgang in Österreich
- Durch die gesetzlichen Unschärfen entstand der Zustand, dass Soldaten, die aus der Wehrmacht desertierten und wieder gefangen und verurteilt worden waren, keine Möglichkeiten der Pensionsanrechnung hatten, der SS-Wärter, der sie bewachte, hingegen schon.
- Die in der Moskauer Deklaration (1943) ihren Ursprung findende These, Österreich sei das erste Opfer des Zweiten Weltkriegs, verhinderte eine in die breite Bevölkerung getragene Debatte über Desertion. Deserteure und deren Familien lebten jahrzehntelang im Glauben, ihre Tat sei Unrecht gewesen.
- Die Debatte um die Anerkennung von Deserteuren im Jahr 2005 wurde von der Diskussion über Anerkennung für „Trümmerfrauen“ überschattet. Durch die Einzelfallprüfungen ist eine Zuerkennung fast unmöglich, da keine Dokumente vorhanden sind. Auch zeigt sich, dass in den Fürsorgestellen das Gesetz von 2005 nicht angewandt wird: Die Zuerkennung einer Opferrente für ein NS-Opfer dauerte 50 Monate.[26]
- Der größenordnungsmäßig bedeutendste Widerstand, jener der sich den Titopartisanen anschließenden Kärntner Slowenen, findet bis heute keine Kenntnisnahme, geschweige denn Würdigung oder Rehabilitierung. Auch die Tatsache, dass Deserteure und andere Opfer der NS-Militärjustiz bis 2005 nicht rehabilitiert waren, trifft auf wenig Problembewusstsein.

## Denkmäler für Opfer der NS-Militärjustiz
(für Denkmäler zu den speziellen Tatbeständen: siehe Links bei den Tatbeständen)

### In Deutschland
- Siehe Kategorie:Deserteurdenkmal

### In Österreich
- Denkmal für die Verfolgten der NS-Militärjustiz auf dem Wiener Ballhausplatz, eröffnet von Bundespräsident Heinz Fischer am 24. Oktober 2014
- Gedenktafel für die Opfer der NS-Militärjustiz im Wiener Donaupark-Kagran, gestiftet von der Stadt Wien und dem Bundesministerium für Landesverteidigung im Jahr 1984. Aufschrift: „In den Jahren der nationalsozialistischen Schreckensherrschaft 1938–1945 wurden in unmittelbarer Nähe zahlreiche österreichische Freiheitskämpfer aus den Reihen der Wehrmacht erschossen. Unter den Opfern, die hier hingerichtet wurden, waren auch Angehörige der Wiener Feuerwehr. NIEMALS VERGESSEN!“
- Gedenktafel im ehem. KZ-Mauthausen/Oberösterreich mit dem Text „Den pazifistischen Widerständen in der Wehrmacht gegen Verbrechen und Krieg, Deserteuren und Kriegsdienstverweigerern, in Erinnerung an zehntausende Opfer der NS-Militärjustiz“

Es gibt in Österreich nur diese Gedenktafeln, die aller Opfer der NS-Militärjustiz gedenken.
- Gedenkstätte für die Opfer der NS-Justiz vor dem Landesgericht Klagenfurt. Errichtet von der Plattform Memorial Kärnten-Koroska. Erinnert an 47 am NS-Landgericht Klagenfurt zum Tode verurteilte NS-Widerständige und Kriegsdienstverweigerer stellvertretend für zahlreiche weitere, namentlich noch nicht bekannte NS-Opfer in Kärnten. Aufschrift: "Im Gedenken an jene Frauen und Männer, die in Kärnten Widerstand gegen den Nationalsozialismus leisteten und in diesem Hause von der NS-Unrechtsjustiz zum Tode verurteilt wurden."

## Opferverbände und Initiativen
Für Deutschland:
- Bundesvereinigung Opfer der NS-Militärjustiz
- fami.oszbueroverw.de

Für Österreich:
- Personenkomitee “Gerechtigkeit für die Opfer der NS-Militärjustiz”
- Deserteurs- und Flüchtlingsberatung Wien
- Dokumentationsarchiv des österreichischen Widerstands (DÖW)

Allgemein
- „Was damals Recht war … – Soldaten und Zivilisten vor Gerichten der Wehrmacht“ Stiftung Denkmal, 2007 (Faltblatt, PDF)